# Společenský dům (Dunajská Streda)

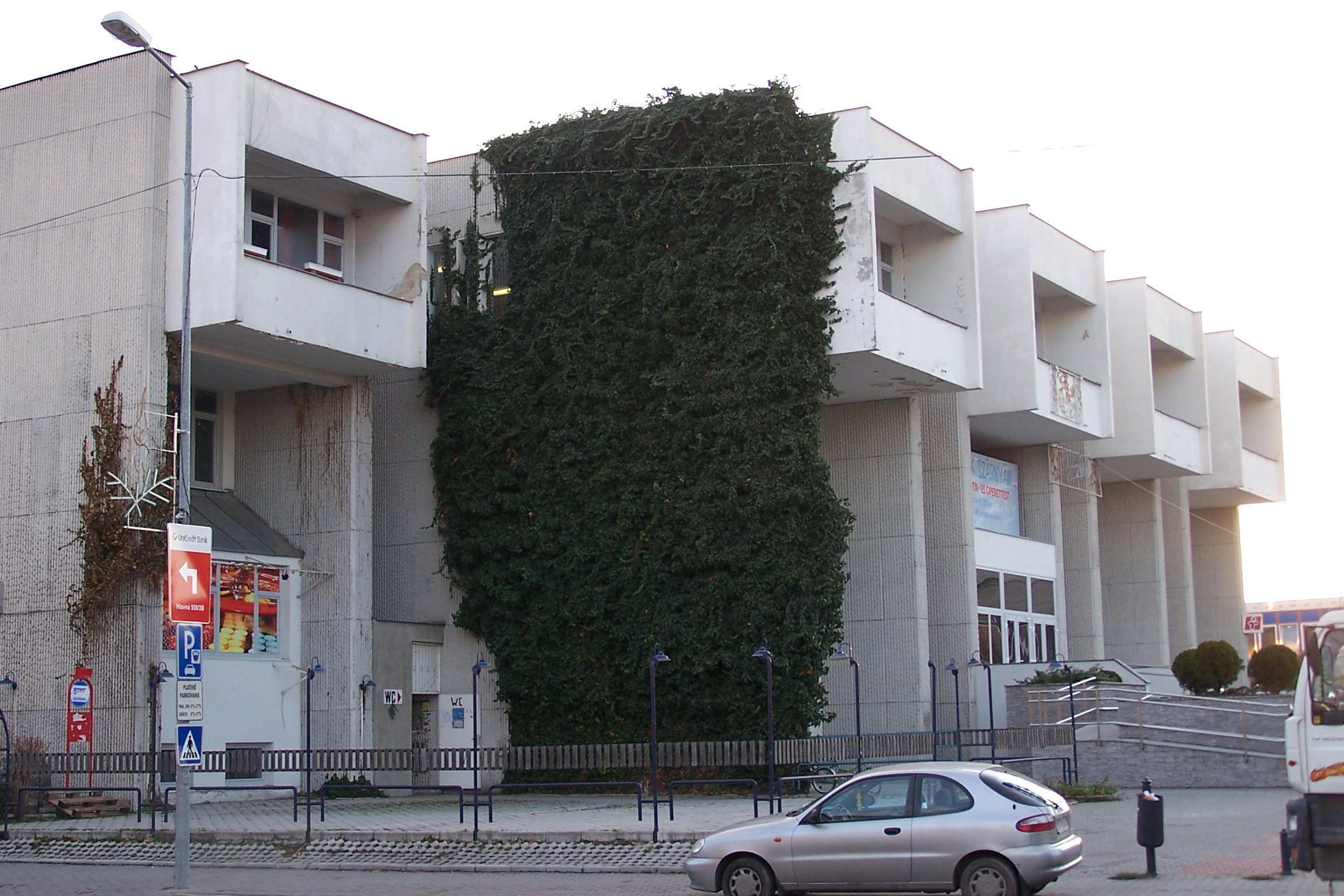
Celkový pohled na objekt

Společenský dům v Dunajské Stredě patří mezi nejvýraznější stavby tohoto města, ležícího v Trnavském kraji na Slovensku. Dům stojí na adrese Korzo Bély Bartóka 788|1, v centrální části města.

## Charakteristika
Dům vznikl v letech 1974 – 1977 podle projektu J. Slíže, E. Grébertové a A. Braxatorise v rámci plánu celkové přestavby okresního města. 4. listopadu 1977 byl předán do užívání jako nový Dům kultury.
Konstrukční systém vychází z modulové osnovy 6 + 6 3 + 6 a z technologie monolitického železobetonu, která umožnila variabilní dispoziční řešení interiérů. Pro ztvárnění exteriéru nápadné hmotové členění 3. patra s vysunutými terasami a kontrast plných a prosklených ploch. Struktura obkladu je z bílých betonových, kanelovaných panelů. Budova je situována v blízkosti hlavního přístupu k náměstí s parkem a fontánou a svou hmotou tvoří dominantu celého náměstí. Na severní boční fasádě se nachází figurální reliéf od J. Jankoviče.
Uvnitř společenského domu se nachází divadelní sál, kinosál, knihovna Žitného ostrova, kanceláře, restaurace s kuchyní, klubovny, technicko-hospodářské prostory, vzduchotechnika atd.
Objekt se řadí do období pozdní moderny s brutalistickou příměsí a setkal se s velmi pozitivním ohlasem. V roce 1978 získal Společenský dům Cenu Svazu slovenských architektů – dnešní cenu Dušana Jurkoviče. V 90. letech byla stavba rozšířena o nový objekt, který byl navržen v duchu tehdejší architektury. V současnosti je objekt v částečné rekonstrukci.

## Informace o stavbě
- Autoři projektu: Ing. arch. Jozef Slíž, Ing. arch. Eva Grébertová, Ing. arch. Alexander Braxatoris
- Konstrukce: Ing. Emil Janeček
- Generální projektant: Stavoprojekt Bratislava
- Užitná plocha: 6030 m2
- Obestavěný prostor: 35 000 m3
- Investiční náklad: 40 mil. Kčs
- Realizované: 1974–1977